# Andriej Markgrafski
Andriej Nikołajewicz Markgrafski, ros. Андрей Николаевич Маркграфский (ur. 17 sierpnia?/29 sierpnia 1849, zm. 2 sierpnia 1906 w Otwocku) – rosyjski wojskowy, generał major żandarmerii, zginął w akcji Organizacji Bojowej PPS.

## Życiorys
Ukończył gimnazjum wojskowe w Połtawie w 1867, a następnie Pawłowską Szkołę Wojskową w 1869. Służył w różnych jednostkach wojskowych jako oficer, a od 1883 w Samodzielnym Korpusie Żandarmów w guberni warszawskiej. W czasie rewolucji roku 1905 był zastępcą warszawskiego generała-gubernatora i dowodził tajną policją guberni. W związku z tym Organizacja Bojowa PPS wydała na niego wyrok śmierci. Choć generał podróżował chroniony przez paru żandarmów grupa bojowców PPS, dowodzona przez Tomasza Arciszewskiego, zdołała przeprowadzić atak w Otwocku, w efekcie czego Markgrafski został zastrzelony na miejscu. Trafiony przypadkowym pociskiem zginął też jego siedmioletni syn, towarzyszący wraz z matką i siostrą ojcu w podróży.
Odznaczony m.in. Orderem Świętego Włodzimierza IV i III klasy.